# Караклинское сельское поселение
Караклинское се́льское поселе́ние — муниципальное образование в Канашском районе Чувашии Российской Федерации.
Административный центр — деревня Караклы.

## История
Статус и границы сельского поселения установлены Законом Чувашской Республики от 24 ноября 2004 года № 37 «Об установлении границ муниципальных образований Чувашской Республики и наделении их статусом городского, сельского поселения, муниципального района и городского округа»

## Население
| 2010  | 2012  | 2013  | 2014  | 2015  | 2016  | 2017  |
| ----- | ----- | ----- | ----- | ----- | ----- | ----- |
| 1730  | ↘1693 | ↘1677 | ↘1661 | ↘1648 | ↘1627 | ↘1606 |
| 2018  | 2019  | 2020  | 2021  |       |       |       |
| ↘1603 | ↘1596 | ↗1609 | ↘1588 |       |       |       |

## Состав сельского поселения
| № | Населённый пункт | Тип населённого пункта          | Население |
| - | ---------------- | ------------------------------- | --------- |
| 1 | Аксарино         | деревня                         | →443      |
| 2 | Караклы          | деревня, административный центр | →608      |
| 3 | Юманзары         | деревня                         | →679      |